# Odontomyia viridana
Odontomyia viridana är en tvåvingeart som först beskrevs av Christian Rudolph Wilhelm Wiedemann 1824.  Odontomyia viridana ingår i släktet Odontomyia och familjen vapenflugor. Inga underarter finns listade i Catalogue of Life.